# 洛克斯特格羅夫鎮區 (愛荷華州弗里蒙特縣)
洛克斯特格羅夫鎮區（英語：Locust Grove Township）是位於美國愛荷華州弗里蒙特縣的一個行政鎮區。

## 地方資料
根據2010年美國人口普查的數據，洛克斯特格羅夫鎮區的面積為80.67平方千米，當中陸地面積為80.67平方千米，而水域面積為0.00平方千米。當地共有人口164人，而人口密度為每平方千米2.03人。